# 존 점퍼
존 마이클 점퍼(영어: John Michael Jumper, 1985년~)는 미국의 계산생물학자, 화학자이다. 2024년 현재 딥마인드 테크놀로지스의 이사로 재직 중이다. 점퍼는 그의 동료들과 함께 아미노산 서열로부터 단백질 구조를 높은 정확도로 예측하는 인공지능 모델인 알파폴드를 만들었다.  점퍼는 알파폴드 팀이 1억 개의 단백질 구조를 공개할 계획이라고 밝혔다.
과학 저널 네이처는 2021년 연례 네이처 10인 선정에서 점퍼를 과학계 '중요한 인물' 10인 중 한 명으로 선정했다. 점퍼와 데미스 허사비스는 단백질 구조 예측으로 데이비드 베이커와 함께 2024년 노벨 화학상을 수상했다.